# Йогешвар Дутт
Йогешвар Дутт  (англ. Yogeshwar Dutt, 2 листопада 1982, село Бхаїнсвал, округ Соніпат, штат Хар'яна) — індійський борець вільного стилю, олімпійський медаліст, дворазовий чемпіон Азії, чемпіон Азійських ігор, дворазовий чемпіон чемпіонатів Співдружності з вільної боротьби, дворазовий срібний призер чемпіонатів Співдружності з греко-римської боротьби, дворазовий чемпіон Ігор Співдружності. Всі медалі, крім двох срібних на чемпіонатах Співдружності завоював у змаганнях з вільної боротьби. Обидві срібні нагороди чемпіонатів Співдружності виборов у змаганнях з греко-римської боротьби.

## Біографія
Боротьбою почав займатися з 1992 року. У 1999 році став чемпіоном світу серед кадетів. У 2002 році здобув золоту медаль чемпіонату Азії серед юніорів.
Виступав за борцівський клуб стадіона Чатрасал, Делі. Тренери — Сатбір Сінгх (з 1992), Ясбір Сінгх (з 1997).
У 2009 році за спортивні досягнення був нагороджений премією «Арджуна».

## Спортивні результати на міжнародних змаганнях

### Виступи на Олімпіадах
| Змагання                    | Збірна | Вагова категорія          | Місце  |
| --------------------------- | ------ | ------------------------- | ------ |
| Літні Олімпійські ігри 2004 | Індія  | вільна боротьба, до 55 кг | 18     |
| Літні Олімпійські ігри 2008 | Індія  | вільна боротьба, до 60 кг | 8      |
| Літні Олімпійські ігри 2012 | Індія  | вільна боротьба, до 60 кг | Бронза |
| Літні Олімпійські ігри 2016 | Індія  | вільна боротьба, до 65 кг | 21     |

### Виступи на Чемпіонатах світу
| Змагання                        | Збірна | Вагова категорія          | Місце |
| ------------------------------- | ------ | ------------------------- | ----- |
| Чемпіонат світу з боротьби 2006 | Індія  | вільна боротьба, до 60 кг | 5     |
| Чемпіонат світу з боротьби 2007 | Індія  | вільна боротьба, до 60 кг | 16    |
| Чемпіонат світу з боротьби 2010 | Індія  | вільна боротьба, до 60 кг | 22    |
| Чемпіонат світу з боротьби 2011 | Індія  | вільна боротьба, до 60 кг | 32    |

### Виступи на Чемпіонатах Азії
| Змагання                       | Збірна | Вагова категорія          | Місце  |
| ------------------------------ | ------ | ------------------------- | ------ |
| Чемпіонат Азії з боротьби 2004 | Індія  | вільна боротьба, до 55 кг | 7      |
| Чемпіонат Азії з боротьби 2005 | Індія  | вільна боротьба, до 60 кг | 5      |
| Чемпіонат Азії з боротьби 2007 | Індія  | вільна боротьба, до 60 кг | 8      |
| Чемпіонат Азії з боротьби 2008 | Індія  | вільна боротьба, до 60 кг | Золото |
| Чемпіонат Азії з боротьби 2012 | Індія  | вільна боротьба, до 60 кг | Золото |

### Виступи на Азійських іграх
| Змагання           | Збірна | Вагова категорія          | Місце  |
| ------------------ | ------ | ------------------------- | ------ |
| Азійські ігри 2006 | Індія  | вільна боротьба, до 60 кг | Бронза |
| Азійські ігри 2014 | Індія  | вільна боротьба, до 65 кг | Золото |

### Виступи на Чемпіонатах Співдружності
| Змагання                                | Збірна | Вагова категорія                 | Місце  |
| --------------------------------------- | ------ | -------------------------------- | ------ |
| Чемпіонат Співдружності з боротьби 2005 | Індія  | греко-римська боротьба, до 60 кг | Срібло |
| Чемпіонат Співдружності з боротьби 2005 | Індія  | вільна боротьба, до 60 кг        | Золото |
| Чемпіонат Співдружності з боротьби 2007 | Індія  | вільна боротьба, до 60 кг        | Золото |
| Чемпіонат Співдружності з боротьби 2007 | Індія  | греко-римська боротьба, до 60 кг | Срібло |

### Виступи на Іграх Співдружності
| Змагання                | Збірна | Вагова категорія          | Місце  |
| ----------------------- | ------ | ------------------------- | ------ |
| Ігри Співдружності 2010 | Індія  | вільна боротьба, до 60 кг | Золото |
| Ігри Співдружності 2014 | Індія  | вільна боротьба, до 65 кг | Золото |

### Виступи на інших змаганнях
| Змагання                                                         | Збірна | Вагова категорія          | Місце  |
| ---------------------------------------------------------------- | ------ | ------------------------- | ------ |
| Олімпійський кваліфікаційний турнір з боротьби 2004 (Братислава) | Індія  | вільна боротьба, до 55 кг | 8      |
| Олімпійський кваліфікаційний турнір з боротьби 2004 (Софія)      | Індія  | вільна боротьба, до 55 кг | Золото |
| Міжнародний меморіал Дейва Шульца 2005                           | Індія  | вільна боротьба, до 60 кг | Бронза |
| Міжнародний меморіал Дейва Шульца 2009                           | Індія  | вільна боротьба, до 60 кг | Бронза |
| Золотий Гран-прі з боротьби 2010 (Тбілісі)                       | Індія  | вільна боротьба, до 60 кг | Бронза |
| Олімпійський кваліфікаційний турнір з боротьби 2012 (Астана)     | Індія  | вільна боротьба, до 60 кг | Срібло |
| Турнір міста Сассарі з боротьби 2014                             | Індія  | вільна боротьба, до 65 кг | Золото |
| Турнір міста Сассарі 2015                                        | Індія  | вільна боротьба, до 65 кг | Золото |
| Pro Wrestling League 2015                                        | Індія  | команда                   | Срібло |
| Олімпійський кваліфікаційний турнір з боротьби 2016 (Астана)     | Індія  | вільна боротьба, до 65 кг | Золото |

### Виступи на змаганнях молодших вікових груп
| Змагання                                      | Збірна | Вагова категорія          | Місце  |
| --------------------------------------------- | ------ | ------------------------- | ------ |
| Чемпіонат світу з боротьби серед юніорів 2001 | Індія  | вільна боротьба, до 50 кг | 19     |
| Чемпіонат Азії з боротьби серед юніорів 2002  | Індія  | вільна боротьба, до 54 кг | Золото |
| Чемпіонат світу з боротьби серед кадетів 1999 | Індія  | вільна боротьба, до 42 кг | Золото |